# José Ángel Montañés Bermúdez
José Ángel Montañés Bermúdez és un periodista i historiador. Entre el 1990 i el 2007 va ser documentalista a El País, on des de 2007 és redactor de cultura del mateix diari, i on treballa com a responsable d'Art i Patrimoni. Ha fet un seguiment exhaustiu de conflictes patrimonials com el de les obres d'art de l'herència de Julio Muñoz Ramonet, el que enfrenta a Catalunya amb Aragó per les obres del Monestir de Sixena (Osca) i el del claustre del Mas del Vent de Palamós (Baix Empordà), entre d'altres. També ha publicat un bon nombre d'articles sobre l'arquitecte Antoni Gaudí i la seva obra i d'altres artistes com Pablo Picasso i Salvador Dalí. Com a historiador ha publicat articles sobre personatges del segle xvi, com Luis Manrique de Lara, capellà de Carles I i Limosnero de Felip II i des de 2007 és autor d'una pàgina web sobre la història de la localitat de Villapalacios. El 2020 va publicar el llibre El niño secreto de los Dalí (Roca Editorial), sobre la relació de Dalí amb Joan Figueras.
El 2022 publica el llibre Entre espadas y crucifijos, un recorregut per la història i els personatges destacats de Villapalacios (Albacete) al segle XVI. El mateix any va ser guardonat per l'Associació de Museòlegs de Catalunya, dins la categoria “Trajectòries professionals a l’àmbit de la comunicació cultural”, pel seu paper en la difusió dels museus i el patrimoni, a la primera edició que s'atorga aquesta categoria.